# Robert-François Damiens
Robert-François Damiens (ur. 9 stycznia 1715 w La Thieuloye, zm. 28 marca 1757 w Paryżu) – francuski służący, który 5 stycznia 1757 roku dokonał nieudanego zamachu na życie króla Francji Ludwika XV. 

## Życiorys

### Dzieciństwo i młodość
Urodził się 9 stycznia 1715 roku w La Thieuloye, wiosce niedaleko Arras w północnej Francji jako ósme z dziesięciorga dzieci. Jego ojciec był biednym rolnikiem oraz strażnikiem więziennym, a matka zmarła gdy miał 16 lat. W młodości zaciągnął się do wojska. Następnie został sługą domowym w kolegium jezuitów w Paryżu, gdzie pracował do momentu, gdy ożenił się z tamtejszą kucharką (zasady kolegium zakazywały pracy żonatym lokajom). Po tym wydarzeniu zatrudnili go jako służącego Bertrand-François Mahé de La Bourdonnais i Bèze de Lys.

### Zamach
5 stycznia 1757 roku o godzinie 16.00, gdy król wsiadał do powozu przed Wersalem, Damiens przebiegł obok ochroniarzy króla i dźgnął go małym nożem, zadając jedynie niewielką ranę. Nie próbował uciekać i został natychmiast zatrzymany. Grube zimowe ubrania Ludwika XV spowodowały, że nóż wbił się w jego pierś na mniej niż pół cala. Kiedy strażnik zatrzymał Damiensa, król krzyknął: Niech zostanie aresztowany, lecz nie róbcie mu krzywdy. Został później aresztowany. 

### Tortury i egzekucja
Wkrótce po zamachu minister sprawiedliwości Machaut d'Arnouville przybył do Wersalu i nakazał torturowanie Damiensa. Początkowo przyłożono mu do stóp rozpalone kleszcze i przypalono ścięgna Achillesa, by zmusić go do mówienia o motywie zamachu i wspólnikach, lecz nie przyniosło to żadnego skutku. Następnego dnia Damiensa zabrano do więzienia.

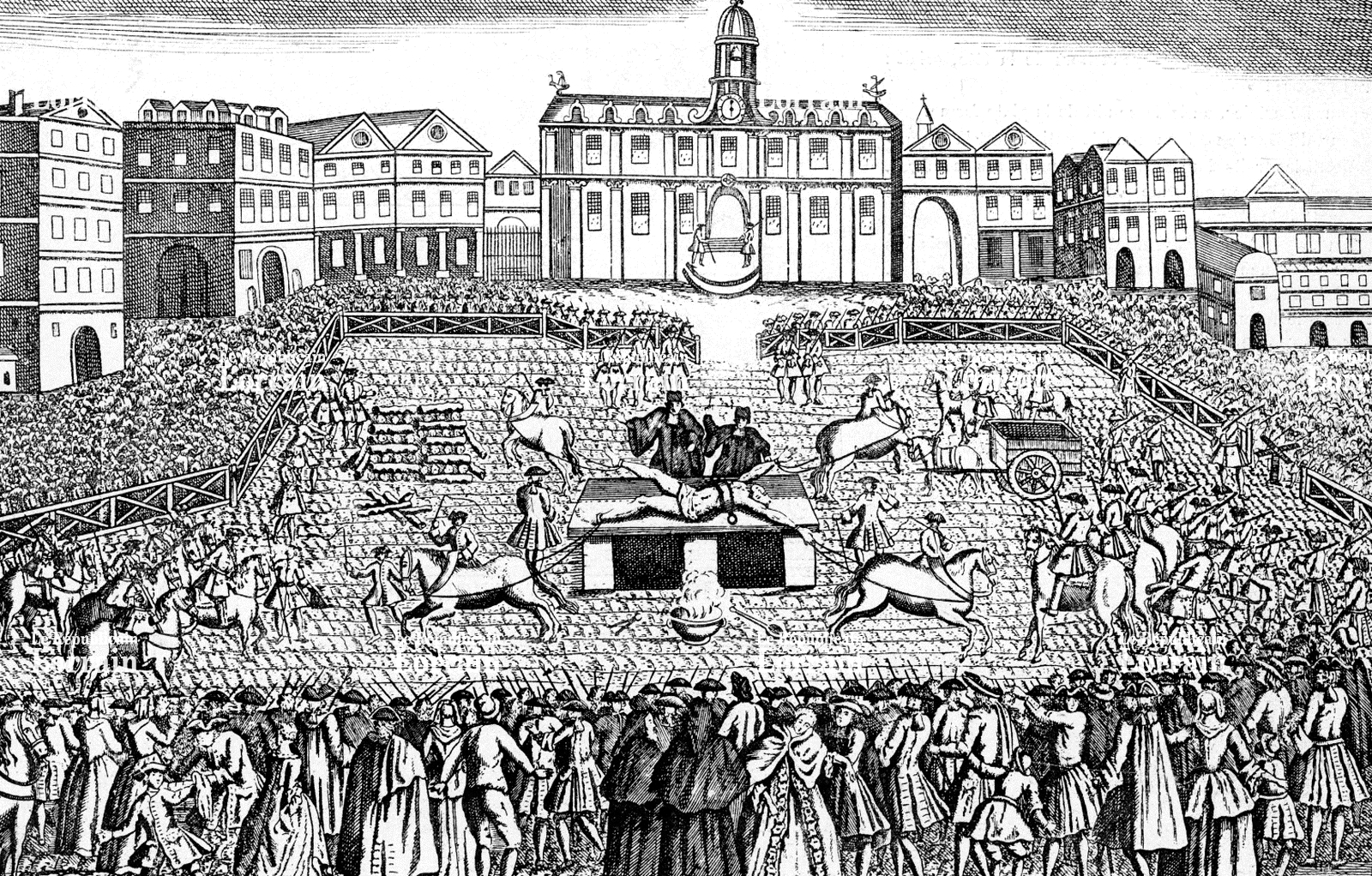
Rycina z egzekucji Damiensa

W nocy z 17 na 18 stycznia Damiens został zabrany do Conciergerie - umieszczono go w celi, w której uwięziony został poprzedni królobójca, Francois Ravaillac. Kiedy Damiens próbował popełnić samobójstwo podcinając sobie genitalia, przywiązano go do łóżka skórzanymi paskami za ręce i nogi. Proces rozpoczął się 12 lutego. Wykazano w nim, że Damiens był jedynym zamachowcem. Odbyło się dziesięć rozpraw, a wyrok wydano 26 marca. Damiens został skazany na śmierć poprzez rozerwanie końmi i poćwiartowanie, najwyższy wyrok w ówczesnej Francji, który przysługiwał jedynie królobójcom.
Kiedy obudzono go i zabrano z celi, Damiens powiedział: La Journée sera rude („Dzień będzie ciężki”). Wyrok wykonano w Paryżu. Tortury poprzedzające egzekucję trwały kilka godzin i prowadzone były przed liczną widownią. Najpierw torturowano go rozpalonymi do czerwoności szczypcami; jego ręka, którą zamachnął się na Ludwika XV, została spalona siarką. Następnie w jego rany wlano stopiony wosk, ołów i wrzący olej. Po kilku godzinach cierpienia został oddany w ręce królewskiego kata, Charlesa-Henri Sansona i jego szesnastu pomocników. Konie przywiązano do jego rąk i nóg, lecz nie były w stanie rozerwać jego ciała, więc kaci zostali zmuszeni do przecięcia więzadeł Damiensa toporem. Po kolejnym szarpnięciu koni Damiens został rozczłonkowany, co wywołało aplauz publiczności, a jego tors został wrzucony do ognia. Po jego śmierci szczątki zostały zamienione w popiół i rozrzucone w powietrzu.
Egzekucji przypatrywał się Giacomo Casanova, który zapłacił 600 franków za mieszkanie z widokiem na szafot, zaś do towarzystwa zaprosił cztery damy.
29 marca miejsce urodzenia Damiensa zostało zrównane z ziemią, z zakazem odbudowy. Jego żona, córka i ojciec zostali wydaleni z królestwa pod groźbą natychmiastowej śmierci w przypadku powrotu.